# كاليتا تورتيل (مدينة)
كاليتا تورتيل (بالإسبانية: Caleta Tortel)‏ هي منطقة سكنية تقع في تشيلي في Tortel. يقدر عدد سكانها بـ 320 نسمة .